# 스피드 건

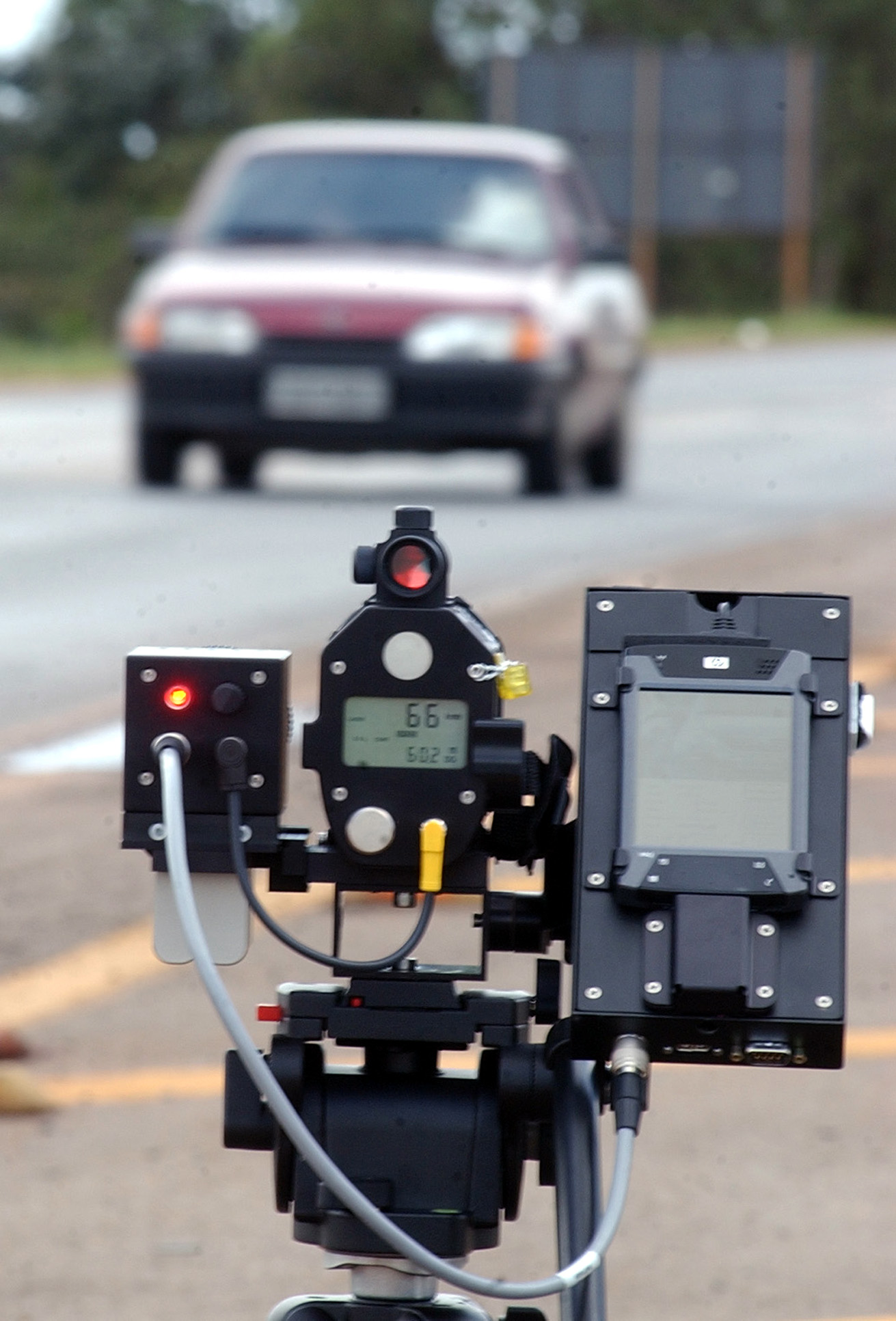
브라질에서 쓰이는 마이크로디지캠 레이저

스피드 건(speed gun), 레이다 건(radar gun), 레이다 스피드 건(radar speed gun), 속도 측정기(速度測程器)는 움직이는 물체들의 속도를 측정하기 위해 사용되는 장치이다. 경찰이 움직이는 차량의 속도를 측정한다든지, 경주 선수나 야구공의 속도를 측정하는데 이용된다. 1954년 차량 속도 통제를 위해 미국에서 처음 사용되었다.
스피드 건은 도플러 레이다 기기이며, 휴대용이거나 차량에 장착되거나 고정되어 있을 수 있다. 도플러 효과를 통해 돌아온 레이다 신호의 주기 변화를 감지함으로써 그 변화를 추적하여 물체의 속도를 측정하며 돌아온 신호의 주기는 물체가 접근하면 물체의 속도에 비례하여 증가하고 물체가 멀어지면 감소한다.

## 역사
스피드 건은 Decatur Electronics의 브루스 K. 브라운이 1954년 3월에 발명하였으며, 1954년 4월 일리노이주 시카고에서 처음 사용되었다.